# Лекс Лютор (Вселенная DC)
1. перенаправление Лекс Лютор#Вселенная DC